# 古城街道 (会理市)
古城街道是中华人民共和国四川省凉山彝族自治州会理市下辖的一个街道办事处。

## 行政区划
古城街道下辖以下村级行政区划单位：
北关社区、公园路社区、广场路社区、老街社区、东升社区、南郊社区。